# Гуанігуаніко

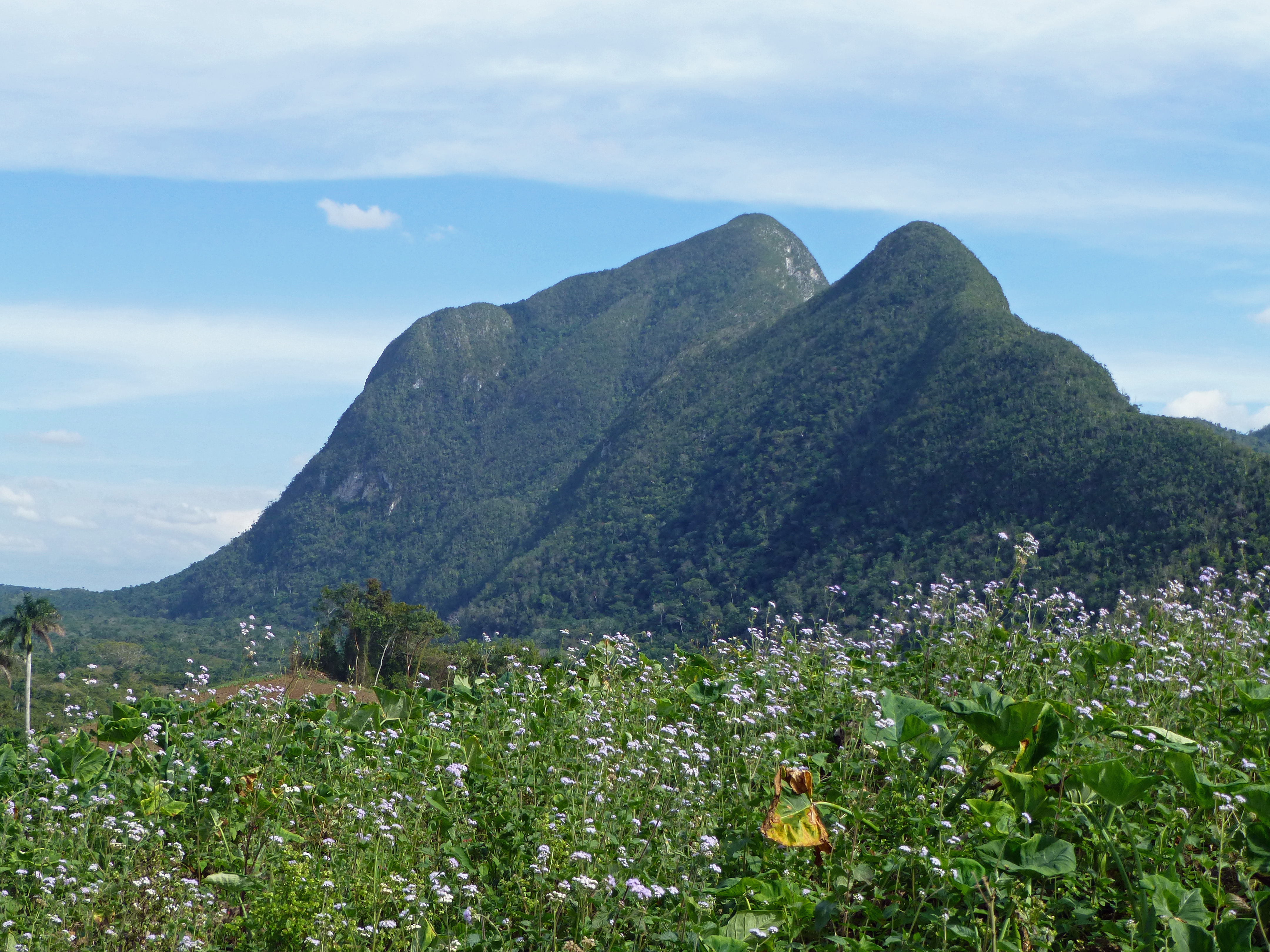
Гора Пан-де-Гуаяйбон

Гуанігуаніко, також відомі як Кордільєри де Гуанігуаніко, є гірським хребтом західної Куби, що простягається від центрального заходу провінції Пінар-дель-Ріо до західного району провінції Артеміза . До їхнього складу входять під-регіони Сьєрра-дель-Росаріо та Сьєрра-де-лос-рганос .  

## Географія
Кордільєри простираються приблизно на 160 км, від містечка Гуане, на заході провінції Пінар-дель-Ріо, до Альтураса де Маріель, поблизу Маріеля, провінція Артеміза. Дві підгрупи, що складають її, Сьєрра-де-лос-Органос (захід) та Сьєрра-дель-Росаріо (схід), розділені посередині річкою Сан-Дієго ( Río San Diego ). Найвища вершина - Пан де Гуаджайбон (699 м), розташований між муніципалітетами Баїя Хонда та Ла Пальма. Він являє собою символ західної Куби.   

## Орієнтири
Гуанігуаніко включає долину Віньялес, природний заповідник та об’єкт всесвітньої спадщини; та інші визначні пам'ятки такі, як водоспади Сальто-де-Сороа, природний заповідник Лас-Террасас та заповідна територія Міль-Камбре. 

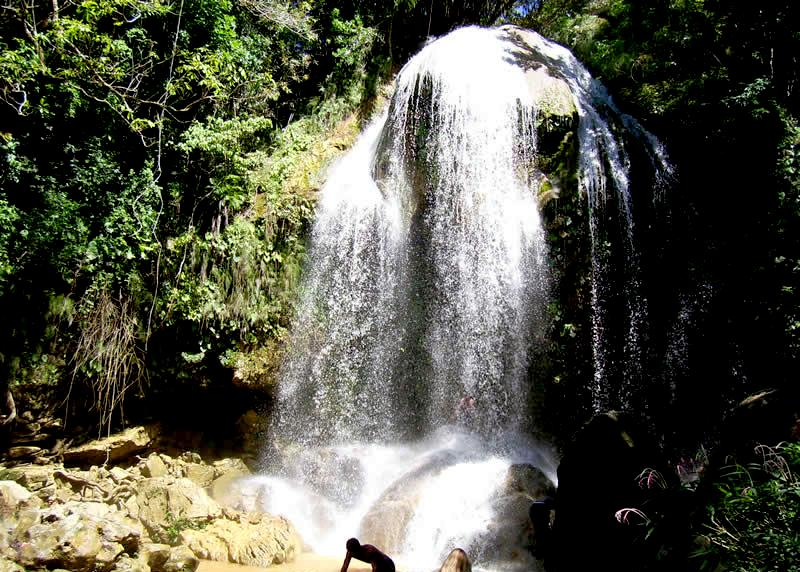
Водоспад Сальто-де-Сороа
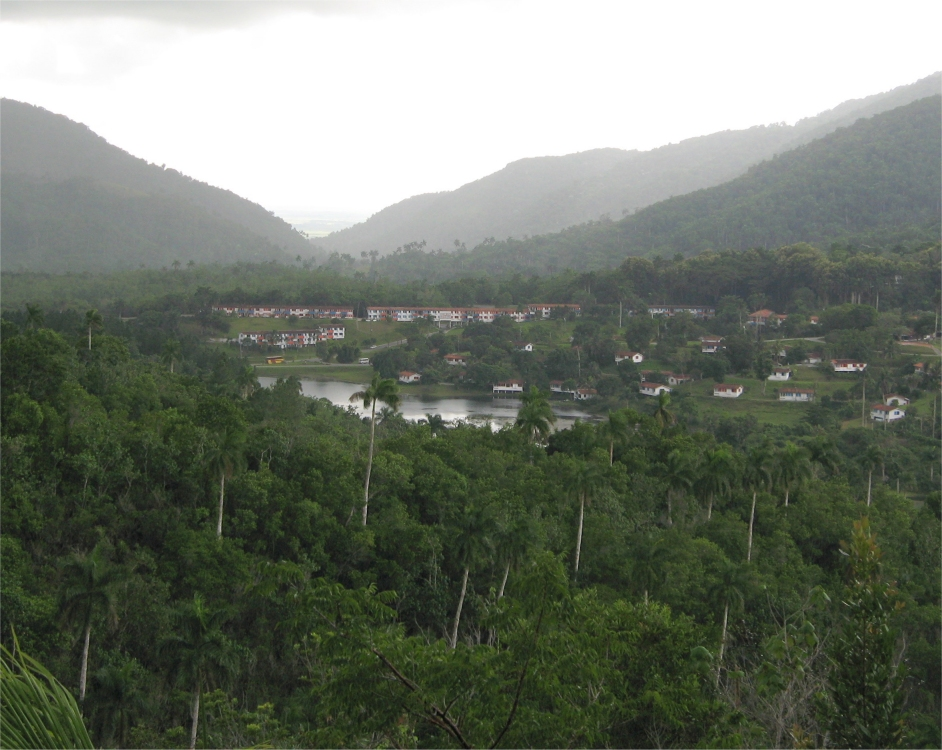
Природний заповідник Лас-Террасас